# كوسكوييلا
خوسي فرناندو كوسكوييلا سواريز (15 أكتوبر 1980) مغني ريغيه تون ولد ونشأ بمدينة هوماكاو على الساحل الشرقي من بويرتو ريكو.

## البداية
اهتم منذ صغره بالموسيقى، وبدأ يسجل الأغاني غير التجارية رفقة أخيه خايمي وبعض الأصدقاء، بعد سنوات في تسجيل الأغاني غير التجارية، اكتُشف في أحد استديوهات سان خوان من طرف بودا، أحد أشهر منتجي موسيقى الريغيه تون، بمساعدة بودا وبعض المنتجين الآخرين المشهورين استطاع كوسكوييلا الظهور لأول مرة في Bandoleros ل دون عمر (Don Omar)، وبعدها (2006) شارك في فاميلي دوس (Family 2) رفقة بودا وتحديدا في الأغنية التي حققت نجاحا كبيرا "Te Va A Ir Mal" بعد هذا. أصبح كوسكوييلا من أكثر مغني الريغيه تون والهيبهوب اللاتيني نجاحا.

### أول ألبوم منفرد: إل برانسيبي (El pricipe)
سنة 2009 أصدر أخيرا ألبومه، الالبوم تم الإعلان عنه قبلها بعام، وكان يحمل اسم "One For All" (واحد للجميع)
لكن تم تغييره بعدها إلى "El Príncipe" (الأمير)

## روابط خارجية
- كوسكوييلا على موقع ميوزك برينز (الإنجليزية)
- كوسكوييلا على موقع أول ميوزيك (الإنجليزية)
- كوسكوييلا على موقع ديسكوغز (الإنجليزية)